# بارکول ایرلاینز
بارکول ایرلاینز (به انگلیسی: Barkol Airlines) یک شرکت هواپیمایی است که در ۱۹۹۶ میلادی تأسیس شده‌است. دفتر مرکزی بارکول ایرلاینز در مسکو، روسیه واقع شده‌است.